# Liste der Bodendenkmäler in Dorfprozelten
Auf dieser Seite sind die Bodendenkmäler in der unterfränkischen Gemeinde Dorfprozelten zusammengestellt. Diese Tabelle ist eine Teilliste der Liste der Bodendenkmäler in Bayern. Grundlage ist die Bayerische Denkmalliste, die auf Basis des Bayerischen Denkmalschutzgesetzes vom 1. Oktober 1973 erstmals erstellt wurde und seither durch das Bayerische Landesamt für Denkmalpflege geführt wird. Die folgenden Angaben ersetzen nicht die rechtsverbindliche Auskunft der Denkmalschutzbehörde.

## Bodendenkmäler in Dorfprozelten
| Lage       | Objekt | Akten-Nr.     | Bild                                                           |
| ---------- | --- | ------------- | -------------------------------------------------------------- |
| (Standort) | Archäologische Befunde des Mittelalters und der frühen Neuzeit im Bereich des abgegangenen Vorgängerbaues der katholischen Pfarrkirche St. Vitus von Dorfprozelten. | D-6-6222-0023 | Archäologische Befunde des Mittelalters und der frühen Neuzeit |
| (Standort) | Archäologische Befunde im Bereich der frühneuzeitlichen abgegangenen Friedhofskapelle in Dorfprozelten.                                                             | D-6-6222-0024 |                                                                |
| (Standort) | Archäologische Befunde im Bereich der spätmittelalterlichen und frühneuzeitlichen Burgruine Kollenberg.                                                             | D-6-6222-0025 | weitere Bilder                                                 |